# Labrihe
Labrihe é uma comuna francesa na região administrativa de Occitânia, no departamento de Gers. Estende-se por uma área de 9,44 km². Em 2010 a comuna tinha 219 habitantes (densidade: 23,2 hab./km²).